# Pierre Curzi

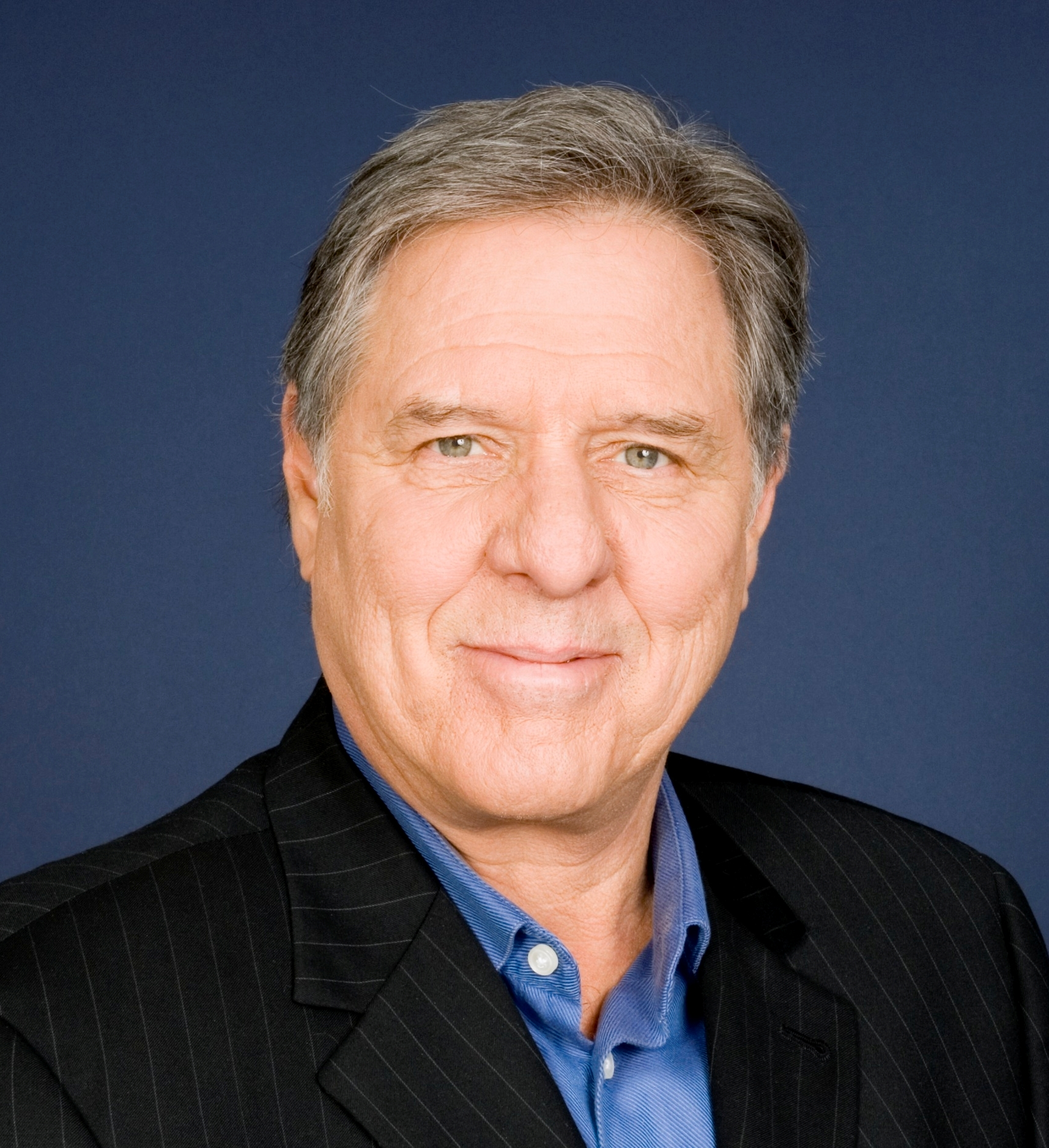
Pierre Curzi

Pierre Curzi (* 11. Februar 1946 in Montréal, Québec) ist ein kanadischer Schauspieler und Politiker.

## Leben
Curzi lebt in Montréal, dort absolvierte er die National Theatre School. Er begann seine Berufskarriere 1969 und trat im Theater, Fernsehen und Film in mehr als 50 Produktionen auf. Er ist mit der Schauspielerin Marie Tifo verheiratet.
Am bekanntesten ist Curzi durch seine Rolle in drei Filmen von Regisseur Denys Arcand mit Rémy Girard, darunter der Oscar-nominierten Komödie Der Untergang des amerikanischen Imperiums (1986) und der darauf basierenden Oscar-prämierten Tragikomödie Die Invasion der Barbaren (2003).
Curzi erhielt insgesamt vier Nominierungen für Genie Awards, nämlich im Jahr 1984 als bester Hauptdarsteller für Tödliche Freundschaft (Lucien Brouillard) und als bester Nebendarsteller für Maria Chapdelaine (verfilmt nach dem gleichnamigen Roman), sowie im Jahr 1987 als bester Hauptdarsteller für Der Untergang des amerikanischen Imperiums und in der Kategorie Bestes Originaldrehbuch für Im Schatten der Macht (Pouvoir intime), geteilt mit Yves Simoneau. Im Jahr 2007 erhielt er eine Hommage beim Prix Jutra.
Von 1998 bis 2006 war Curzi Präsident der Union des artistes (UDA), der französischsprachigen Schauspielergewerkschaft in Québec. Anfang 2007 zog er sich aus dem Schauspielberuf zurück und schlug in der Parti Québécois eine politische Laufbahn ein.

## Filmografie (Auswahl)

### Schauspieler
- 1971: On est loin du soleil
- 1983: Tödliche Freundschaft (Lucien Brouillard)
- 1983: Maria Chapdelaine
- 1986: Im Schatten der Macht (Pouvoir intime)
- 1986: Der Untergang des amerikanischen Imperiums (Le déclin de l’empire américain)
- 1989: In the Belly of the Dragon (Dans le ventre du dragon)
- 1990: You're Beautiful, Jeanne (T’es belle Jeanne)
- 1990: Emilie (Les filles de Caleb)
- 1993: Es geschah am 1. April (April One)
- 1994: Chili's Blues (C’était le 12 du 12 et Chili avait les blues)
- 1994: Der Mutter entrissen (Million Dollar Babies)
- 2003: Die Invasion der Barbaren (Les invasions barbares)
- 2016: Absturz ins Leben (La nouvelle vie de Paul Snijder)
- 2018: Der unverhoffte Charme des Geldes (La chute de l’empire américain)

### Drehbuchautor
- 1986: Im Schatten der Macht (Pouvoir intime)